# Koeweits voetbalelftal in 2010
Het Koeweits voetbalelftal speelde in totaal 23 interlands in het jaar 2010, waaronder negen wedstrijden in regionale toernooien. Zowel de West-Azië Cup als de Golf Cup of Nations werd gewonnen. Op de FIFA-wereldranglijst steeg Koeweit in 2010 van de 104e (januari 2010) naar de 102e plaats (december 2010). In januari 2011 kwam Koeweit de top 100 binnen (nummer 99).

## Balans
| Wedstrijden | Wedstrijden | Wedstrijden | Wedstrijden | Doelpunten | Doelpunten | Doelpunten |
| Gespeeld    | Winst       | Gelijk      | Verlies     | Voor       | Tegen      | Saldo      |
| ----------- | ----------- | ----------- | ----------- | ---------- | ---------- | ---------- |
| 23          | 13          | 8           | 2           | 45         | 24         | +21        |

## Interlands
|                                                         |                                    |       |                                     |                                                                                           |
| 6 januari Kwalificatie Azië Cup 2011 «onderlinge duels» | Koeweit                            | 2 – 2 | Australië                           | Al Kuwaitstadion, Koeweit-Stad Toeschouwers: 20.000 Scheidsrechter: Ravshan Irmatov (UZB) |
| 6 januari Kwalificatie Azië Cup 2011 «onderlinge duels» | Hamad Al-Enezi 40' Musaed Neda 44' |       | 3' Luke Wilkshire 5' Dean Heffernan | Al Kuwaitstadion, Koeweit-Stad Toeschouwers: 20.000 Scheidsrechter: Ravshan Irmatov (UZB) |

|                                                  |                |       |                           |                               |
| 19 februari Vriendschappelijk «onderlinge duels» | Koeweit        | 1 – 1 | Syrië                     | Sjeik Zayidstadion, Abu-Dhabi |
| 19 februari Vriendschappelijk «onderlinge duels» | Ahmad Ajab 88' |       | 81' Abdelrazaq Al-Hussain | Sjeik Zayidstadion, Abu-Dhabi |

|                                                  |         |       |         |                               |
| 25 februari Vriendschappelijk «onderlinge duels» | Bahrein | 1 – 4 | Koeweit | Sjeik Zayidstadion, Abu-Dhabi |
| 25 februari Vriendschappelijk «onderlinge duels» |         |       |         | Sjeik Zayidstadion, Abu-Dhabi |

|                                                       |      |       |         |                                                                                       |
| 3 maart Kwalificatie Azië Cup 2011 «onderlinge duels» | Oman | 0 – 0 | Koeweit | Sultan Qaboosstadion, Masqat Toeschouwers: 27.000 Scheidsrechter: Masoud Moradi (IRN) |
| 3 maart Kwalificatie Azië Cup 2011 «onderlinge duels» |      |       |         | Sultan Qaboosstadion, Masqat Toeschouwers: 27.000 Scheidsrechter: Masoud Moradi (IRN) |

|                                                  |                    |       |                     |                                                                      |
| 11 augustus Vriendschappelijk «onderlinge duels» | Azerbeidzjan       | 1 – 1 | Koeweit             | Tofikh Bakhramovstadion, Bakoe Scheidsrechter: Sergej Karasjov (RUS) |
| 11 augustus Vriendschappelijk «onderlinge duels» | Elvin Mammadov 42' |       | 81' Bader Al-Muttwa | Tofikh Bakhramovstadion, Bakoe Scheidsrechter: Sergej Karasjov (RUS) |

|                                                  |                                                              |       |       |                                |
| 3 september Vriendschappelijk «onderlinge duels» | Koeweit                                                      | 3 – 0 | Syrië | Al Kuwaitstadion, Koeweit-Stad |
| 3 september Vriendschappelijk «onderlinge duels» | Khaled Matar 8' Bader Al-Muttwa 84' Yousef Al-Sulaiman 90+1' |       |       | Al Kuwaitstadion, Koeweit-Stad |

|                                                  |                                                            |       |         |                               |
| 7 september Vriendschappelijk «onderlinge duels» | Verenigde Arabische Emiraten                               | 3 – 0 | Koeweit | Sjeik Zayidstadion, Abu-Dhabi |
| 7 september Vriendschappelijk «onderlinge duels» | Ahmed Khalil 22' Khalid Sabeel 50' Saeed Al-Kuthairi 90+1' |       |         | Sjeik Zayidstadion, Abu-Dhabi |

| West-Azië Cup |
| ------------- |

|                                                       |                      |       |                                             |                                                   |
| 26 september West-Azië Cup Groep B «onderlinge duels» | Syrië                | 1 – 2 | Koeweit                                     | Koning Abdullahstadion, Amman Toeschouwers: 5.000 |
| 26 september West-Azië Cup Groep B «onderlinge duels» | Ahmad Al-Oimaier 83' |       | 53' Mohammed Rashed 71' Hussain Al-Moussawi | Koning Abdullahstadion, Amman Toeschouwers: 5.000 |

|                                                       |                                      |       |                                                 |                                                    |
| 28 september West-Azië Cup Groep B «onderlinge duels» | Koeweit                              | 2 – 2 | Jordanië                                        | Koning Abdullahstadion, Amman Toeschouwers: 18.000 |
| 28 september West-Azië Cup Groep B «onderlinge duels» | Yousef Naser 60' Saoud Al-Magmed 78' |       | 38' Hassan Abdel-Fattah 51' Hassan Abdel-Fattah | Koning Abdullahstadion, Amman Toeschouwers: 18.000 |

|                                                         |                      |                    |                 |                                                   |
| 1 oktober West-Azië Cup Halve finale «onderlinge duels» | Koeweit              | 1 – 1 (4 – 3 n.s.) | Jemen           | Koning Abdullahstadion, Amman Toeschouwers: 3.000 |
| 1 oktober West-Azië Cup Halve finale «onderlinge duels» | Ahmed Al-Rashidi 73' |                    | 55' Ali Al-Nono | Koning Abdullahstadion, Amman Toeschouwers: 3.000 |

|                                                   |                        |       |                                             |                                                                                        |
| 3 oktober West-Azië Cup Finale «onderlinge duels» | Iran                   | 1 – 2 | Koeweit                                     | Koning Abdullahstadion, Amman Toeschouwers: 4.000 Scheidsrechter: Nasser Darwish (JOR) |
| 3 oktober West-Azië Cup Finale «onderlinge duels» | Milad Meydavoudi 90+5' |       | 10' Abdul-Aziz Al-Mashaan 40' Yousef Nasser | Koning Abdullahstadion, Amman Toeschouwers: 4.000 Scheidsrechter: Nasser Darwish (JOR) |

|  |  |  |  |  |  |  |  |  |

|                                                |                |       |                                                |                                |
| 8 oktober Vriendschappelijk «onderlinge duels» | Koeweit        | 1 – 3 | Bahrein                                        | Al Kuwaitstadion, Koeweit-Stad |
| 8 oktober Vriendschappelijk «onderlinge duels» | Ahmad Ajab 66' |       | 9' Ismaeel Latif 47' Fouzi Ayesh 51' Salma Isa | Al Kuwaitstadion, Koeweit-Stad |

|                                                 |                                                     |       |                        |                                |
| 12 oktober Vriendschappelijk «onderlinge duels» | Koeweit                                             | 3 – 1 | Vietnam                | Al Kuwaitstadion, Koeweit-Stad |
| 12 oktober Vriendschappelijk «onderlinge duels» | Khaled Ajab 68' Yousef Nasser 79' Yousef Nasser 89' |       | 56' Nguyễn Minh Phương | Al Kuwaitstadion, Koeweit-Stad |

|                                                  | |       |                   |                               |
| 14 november Vriendschappelijk «onderlinge duels» | Koeweit | 9 – 1 | India             | Sjeik Zayidstadion, Abu-Dhabi |
| 14 november Vriendschappelijk «onderlinge duels» | Yousef Al-Sulaiman 19' Bader Al-Muttwa 23' Jarah Al-Ataiqi 27' (pen.) Fahad Al-Enezi 49' Bader Al-Muttwa 53' Khaled Matar 55' Bader Al-Muttwa 64' Fahad Al-Enezi 74' Bader Al-Muttwa 90' |       | 69' Mohammed Rafi | Sjeik Zayidstadion, Abu-Dhabi |

|                                                  |      |       |         |                               |
| 17 november Vriendschappelijk «onderlinge duels» | Irak | 1 – 1 | Koeweit | Sjeik Zayidstadion, Abu-Dhabi |
| 17 november Vriendschappelijk «onderlinge duels» |      |       |         | Sjeik Zayidstadion, Abu-Dhabi |

| Golf Cup of Nations 2010 |
| ------------------------ |

|                                                            |                   |       |       |                                                               |
| 22 november Golf Cup of Nations Groep A «onderlinge duels» | Koeweit           | 1 – 0 | Qatar | 22 meistadion, Aden Scheidsrechter: Abdullah Al-Hurassi (OMA) |
| 22 november Golf Cup of Nations Groep A «onderlinge duels» | Yousef Nasser 28' |       |       | 22 meistadion, Aden Scheidsrechter: Abdullah Al-Hurassi (OMA) |

|                                                            |               |       |         |                                                             |
| 25 november Golf Cup of Nations Groep A «onderlinge duels» | Saoedi-Arabië | 0 – 0 | Koeweit | Al-Wihdastadion, Zinjibar Scheidsrechter: Kenji Ogiya (JPN) |
| 25 november Golf Cup of Nations Groep A «onderlinge duels» |               |       |         | Al-Wihdastadion, Zinjibar Scheidsrechter: Kenji Ogiya (JPN) |

|                                                            |       |                                                                    |         |                                                                          |
| 28 november Golf Cup of Nations Groep A «onderlinge duels» | Jemen | 0 – 3                                                              | Koeweit | Al-Wihdastadion, Zinjibar Scheidsrechter: Salah Mohammed Al-Abassi (BHR) |
| 28 november Golf Cup of Nations Groep A «onderlinge duels» |       | 18' (pen.) Jarah Al-Ataiqi 34' Bader Al-Muttwa 69' Bader Al-Muttwa |         | Al-Wihdastadion, Zinjibar Scheidsrechter: Salah Mohammed Al-Abassi (BHR) |

|                                                                |                                       |                    |                                              |                                                                |
| 2 december Golf Cup of Nations Halve finale «onderlinge duels» | Koeweit                               | 2 – 2 (5 – 4 n.s.) | Irak                                         | 22 meistadion, Aden Scheidsrechter: Hamdy Raaban Shaaban (EGY) |
| 2 december Golf Cup of Nations Halve finale «onderlinge duels» | Bader Al-Muttwa 1' Fahad Al-Enezi 58' |                    | 6' Hawar Mulla Mohammed 14' Alaa Abdul-Zahra | 22 meistadion, Aden Scheidsrechter: Hamdy Raaban Shaaban (EGY) |

|                                                          |                |              |               |                                                                                    |
| 5 december Golf Cup of Nations Finale «onderlinge duels» | Koeweit        | 1 – 0 (n.v.) | Saoedi-Arabië | 22 meistadion, Aden Toeschouwers: 30.000 Scheidsrechter: Abdullah Al-Hurassi (OMA) |
| 5 december Golf Cup of Nations Finale «onderlinge duels» | Waleed Ali 93' |              |               | 22 meistadion, Aden Toeschouwers: 30.000 Scheidsrechter: Abdullah Al-Hurassi (OMA) |

|  |  |  |  |  |  |  |  |  |

|                                                  |         |       |             |             |
| 24 december Vriendschappelijk «onderlinge duels» | Koeweit | 2 – 1 | Noord-Korea | Zes Oktober |
| 24 december Vriendschappelijk «onderlinge duels» |         |       |             | Zes Oktober |

|                                                  |                                  |       |             |             |
| 27 december Vriendschappelijk «onderlinge duels» | Koeweit                          | 2 – 2 | Noord-Korea | Zes Oktober |
| 27 december Vriendschappelijk «onderlinge duels» | Talal Al-Amer Ahmad Al-Azemi 35' |       |             | Zes Oktober |

|                                                  |                                                                                  |       |        |             |
| 31 december Vriendschappelijk «onderlinge duels» | Koeweit                                                                          | 4 – 0 | Zambia | Zes Oktober |
| 31 december Vriendschappelijk «onderlinge duels» | Yousef Al-Sulaiman 19' Fahad Al-Enezi 21' Bader Al-Muttwa 25' Fahad Al-Enezi 33' |       |        | Zes Oktober |

## FIFA-wereldranglijst
| JAN | FEB | MAR | APR | MEI | JUN | JUL | AUG | SEP | OKT | NOV | DEC |
| --- | --- | --- | --- | --- | --- | --- | --- | --- | --- | --- | --- |
| 104 | 92  | 94  | 96  | 97  | 97  | 85  | 85  | 96  | 103 | 105 | 102 |

## Statistieken
| Nawaf Al-Khaldi       | 1981-05-25 | Qadsia SC          | 9  | 0 | 0 | 9  | 0 |
| Khaled Al-Rashidi     | 1987-04-20 | Al-Arabi           | 5  | 0 | 0 | 5  | 0 |
| Verdediging           |            |                    |    |   |   |    |   |
| Musaed Al-Enezi       | 1983-07-08 | Al-Shabab          | 14 | 0 | 2 | 14 | 2 |
| Amer Al-Fadhel        | 1988-04-21 | Qadsia SC          | 9  | 1 | 0 | 10 | 0 |
| Hussein Ali           | 1984-10-09 | Qadsia SC          | 9  | 0 | 0 | 9  | 0 |
| Mohammad Al-Fadhli    | 1987-07-01 | Qadsia SC          | 9  | 0 | 0 | 9  | 0 |
| Fahad Shaheen         | 1985-02-26 | Kuwait SC          | 5  | 2 | 0 | 7  | 0 |
| Ahmad Al-Rashidi      | 1983-08-16 | Al-Arabi           | 4  | 0 | 1 | 4  | 1 |
| Yacoub Abdullah       | 1983-10-27 | Kuwait SC          | 3  | 0 | 0 | 3  | 0 |
| Ahmad Al-Eidan        | 1982-10-01 | Al-Salmiya SC      | 2  | 0 | 0 | 2  | 0 |
| Nasser Al-Wuhaib      | 1988-07-29 | Kazma SC           | 1  | 0 | 0 | 1  | 0 |
| Ali Al-Maqseed        | 1986-12-11 | Al-Arabi           | 0  | 1 | 0 | 1  | 0 |
| Middenveld            |            |                    |    |   |   |    |   |
| Jahra Al-Ataiqi       | 1981-10-15 | Kuwait SC          | 11 | 1 | 1 | 12 | 1 |
| Fahad Al-Enezi        | 1988-09-01 | Kazma SC           | 9  | 3 | 2 | 12 | 2 |
| Talal Al-Amer         | 1987-02-22 | Qadsia SC          | 9  | 0 | 1 | 9  | 1 |
| Waleed Jumah          | 1980-11-03 | Kuwait SC          | 7  | 1 | 1 | 8  | 1 |
| Abdulaziz Al-Misha'an | 1988-10-19 | Qadsia SC          | 6  | 2 | 1 | 8  | 1 |
| Abdullah Al-Buraiki   | 1986-11-30 | Al-Salmiya SC      | 5  | 1 | 1 | 6  | 1 |
| Saleh Al-Hendi        | 1982-05-29 | Qadsia SC          | 3  | 4 | 0 | 7  | 0 |
| Abdullah Al-Shamali   | 1988-01-18 | Al-Arabi           | 3  | 1 | 0 | 4  | 0 |
| Fahad Al-Ansari       | 1987-02-25 | Qadsia SC          | 2  | 8 | 0 | 10 | 0 |
| Khaled Matar          | 1983-08-15 | Al-Arabi           | 2  | 4 | 1 | 6  | 1 |
| Hamad Ali             | 1989-12-06 | Dhofar SCSC        | 1  | 0 | 0 | 1  | 0 |
| Talal Al-Enezi        | 1985-11-10 | NK Jedinstvo Bihać | 0  | 2 | 0 | 2  | 0 |
| Mohammed Jarragh      | 1981-11-10 | Al-Arabi           | 0  | 1 | 0 | 1  | 0 |
| Aanval                |            |                    |    |   |   |    |   |
| Yousef Al-Sulaiman    | 1990-10-09 | Kazma SC           | 16 | 1 | 9 | 17 | 9 |
| Bader Al-Muttwa       | 1985-01-10 | Al-Nassr           | 11 | 0 | 6 | 11 | 6 |
| Hamad Al-Enezi        | 1986-10-05 | Qadsia SC          | 2  | 3 | 1 | 5  | 1 |
| Hussein Al-Musawi     | 1988-07-11 | Al-Arabi           | 2  | 1 | 1 | 3  | 1 |
| Ahmad Al-Azemi        | 1984-05-13 | Qadsia SC          | 2  | 0 | 3 | 2  | 3 |
| Khalid Al-Azemi       | 1986-01-01 | Kuwait SC          | 1  | 1 | 1 | 2  | 1 |
| Saud Al-Mujamed       | 1988-07-22 | Qadsia SC          | 0  | 2 | 0 | 2  | 0 |
| Ali Ashkanani         | 1988-03-22 | Al-Arabi           | 0  | 1 | 0 | 1  | 0 |